# Terre-Neuve
Terre-Neuve (en criollo haitiano Tènèv) es una comuna de Haití que está situada en el distrito de Gros-Morne, del departamento de Artibonito.

## Secciones
Está formado por las secciones de:
- Doland
- Bois Neuf (que abarca la villa de Terre-Neuve)
- Lagon

## Demografía
| Gráfica de evolución demográfica de Terre-Neuve entre 2009 y 2015 |
|                                                                   |

Los datos demográficos contemplados en este gráfico de la comuna de Terre-Neuve son estimaciones que se han cogido de 2009 a 2015 de la página del Instituto Haitiano de Estadística e Informática (IHSI). 